# Aphaobius
Aphaobius – rodzaj chrząszczy z rodziny grzybinkowatych i podrodziny zyzkowatych. Obejmuje 23 opisane gatunki. Zamieszkują południową Europę.

## Morfologia
Chrząszcze o ciele długości od 2,5 do 3,8 mm. Głowa jest całkowicie pozbawiona oczu, wyposażona w cienkie i długie, ale krótsze od ciała czułki o członie ostatnim od trzech do ponad czterech razy dłuższym niż ósmy. Przedplecze jest poprzeczne, u nasady węższe niż nasada pokryw, po bokach równomiernie zaokrąglone lub lekko przed tylnymi kątami zafalowane, na powierzchni równomiernie wysklepione i przeciętnie długo owłosione. Pokrywy są w zarysie jajowate, najszersze między przednią ⅓ a ½ długości, u szczytu rozlegle zaokrąglone. Ich powierzchnię porastają długie włoski rozmieszczone w poprzecznych rowkach. Drugiej pary skrzydeł brak całkowicie. Rządek przyszwowy nie występuje. Śródpiersie cechuje się wysokim, blaszkowatym żeberkiem. Odnóża mają golenie pozbawione grzebienia szczecinek na zewnętrznej powierzchni. Golenie przednie nie są ku szczytowi rozszerzone, a środkowe i tylne są proste. Stopy przedniej pary u obu płci są czteroczłonowe, nierozszerzone. Genitalia samca cechują się wydłużonym, przeciętnie patrząc z boku zakrzywionym płatem środkowym edeagusa o, w widoku grzbietowym, prawie równoległych bokach i zaokrąglonym szczycie. W nasadowej części endofallusa widoczny jest Y-kształtny element. Pociągłe i cienkie paramery są co najmniej tak długie jak płat środkowy.

## Ekologia i występowanie
Owady te zasiedlają jaskinie, kotły erozyjne, opuszczone kopalnie i inne siedliska podziemne. Znajdywane są na rzędnych od 300 do ponad 2000 m n.p.m., także w piętrze alpejskim.
Rodzaj palearktyczny, południowoeuropejski. Większość gatunków to endemity Słowenii. Niektóre znane są z południowej Austrii, północno-wschodnich Włoch i północno-zachodniej Chorwacji.

## Taksonomia
Takson ten wprowadził w 1878 roku Elzéar Abeille de Perrin poprzez wydzielenie do nowego rodzaju gatunku Adelops milleri. Współcześnie w rodzaju tym klasyfikuje się 23 opisane gatunki:
- Aphaobius ajdae Giachino, 2023
- Aphaobius alphonsi Müller, 1914
- Aphaobius angusticollis Bognolo et Vailati, 2010
- Aphaobius brevicornis Mandl, 1940
- Aphaobius forojulensis Müller, 1931
- Aphaobius fortesculptus Müller, 1925
- Aphaobius grottoloi Vailati, 2004
- Aphaobius haraldi Faille, Ribera et Fresneda, 2016
- Aphaobius heydeni Reitter, 1885
- Aphaobius ljubnicensis Müller, 1914
- Aphaobius kahleni Bognolo et Vailati, 2010
- Aphaobius kaplai Bognolo et Vailati, 2010
- Aphaobius knirschi Müller, 1913
- Aphaobius kofleri Bognolo et Vailati, 2010
- Aphaobius kraussi Müller, 1910
- Aphaobius lebenbaueri Bognolo et Vailati, 2010
- Aphaobius mateji Giachino, 2023
- Aphaobius milleri (Schmidt, 1855)
- Aphaobius miricae Bognolo et Vailati, 2010
- Aphaobius mixanigi Bognolo et Vailati, 2010
- Aphaobius ninae Giachino, 2023
- Aphaobius muellerianus Pretner, 1963
- Aphaobius robustus Müller, 1914